# Hexatoma nigricans
Hexatoma nigricans är en tvåvingeart som först beskrevs av Edwards 1927.  Hexatoma nigricans ingår i släktet Hexatoma och familjen småharkrankar. Inga underarter finns listade i Catalogue of Life.